# Otto Lindheimer
Otto Lindheimer (* 11. November 1842 in Frankfurt am Main; † 21. Juni 1894 ebenda) war ein deutscher Architekt und Bauunternehmer, der sich auch als Maler und Bauhistoriker betätigte.

## Leben

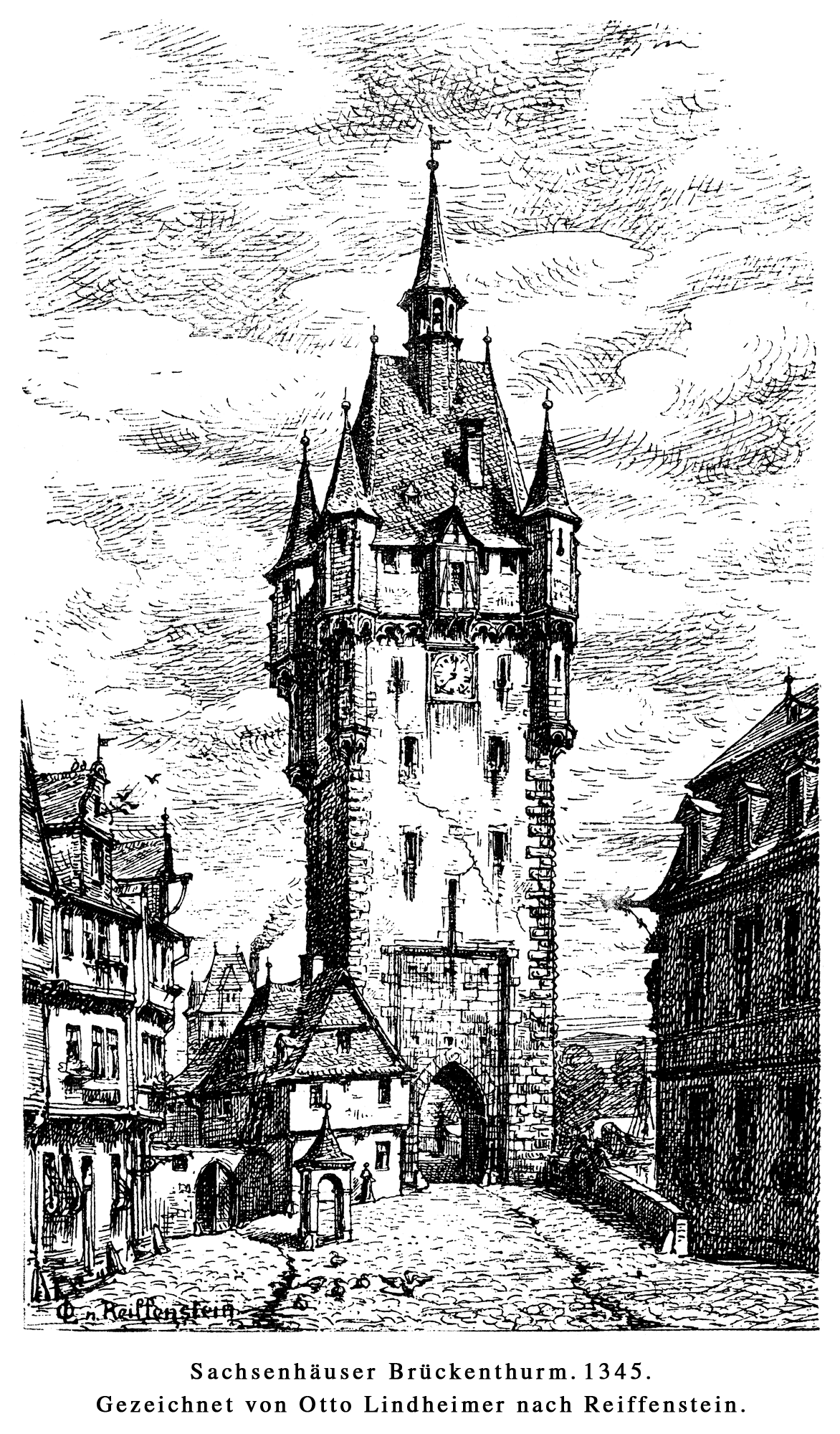
Sachsenhäuser Brückenturm, Holzschnitt einer Strichzeichnung von Otto Lindheimer

Otto Lindheimer war der Sohn eines Zimmermeisters, studierte am Polytechnikum Karlsruhe und in Berlin. Um 1864 ließ er sich in Frankfurt am Main als selbständiger Architekt und Bauunternehmer nieder.
Seit 1872 gehörte er dem Verwaltungsrat der Neuen Zoologischen Gesellschaft an. Zusammen mit dem Zoodirektor Max Schmidt und mit dem Bautechniker Lorenz Müller erarbeitete er ein Konzept für den neuen Zoologischen Garten an der Pfingstweide, der bis heute in Grundzügen besteht.
Lindheimer war an der Planung und Ausführung zahlreicher Bauten in Frankfurt und weiteren Umgebung beteiligt, u. a. zahlreicher Privatvillen, Miets- und Geschäftshäuser sowie einiger Fabrikgebäude.
Er war seit 1866 verheiratet mit Franziska Karoline geb. Lautenschläger (1847–1889). Aus der Ehe stammten u. a. die Töchter Anna Margaretha, seit 1891 verh. Binding (1867–1956), und Amalie Henriette, seit 1890 verh. Chun (1869 – nach 1927).
Nach Lindheimers Tod wurde sein Baugeschäft von dem Architekten Anton Beiler (1850–1925) übernommen.